# Charlie Green
Charlie Green (16 de febrero de 1997 en Droitwich, Worcestershire), es un cantante de música pop y jazz británico de ascendencia filipina. Conocido por su aparición en la segunda serie de Britain's Got Talent.

## Biografía
Charlie Green es hijo de padre británico, Roger Green y madre filipina de ascendencia española, Cecilia Sumargo. Por parte de su madre, posee también la nacionalidad filipina y a visitado en varias ocasiones las Filipinas, para ofrecer algunas presentaciones y dar a conocer sus nuevas propuestas musicales.

## En Britain's Got Talent
En su primera audición, que fue televisada el 12 de abril de 2008, cantó el tema musical de Frank Sinatra ""Summer Wind", y recibió elogios por su sobresaliente actuación por parte del jurado. Obtuvo los tres votos requeridos para pasar a la siguiente ronda en la competencia. Finalmente se presentó en los shows en vivo. En la final encontró obstáculos por la elección de su canción, la cual recibió críticas variadas provenientes de los miembros del jurado. Sin embargo, estos seguían firmes en la creencia de que este talentoso chico podría ganar la competencia. Tanto Amanda Holden y como Piers Morgan, lo seleccionaron para las eliminatorias de la competencia.

## Otros trabajos
Junto a la Britain's Got Talent, en julio de 2008, Charlie entró en un período de tres semanas de vacaciones a las Filipinas para reeaparecer en programas de televisión y con invitados especiales en programas como El Buzz. En mayo de 2009, que ha terminado su Tour en los Estados Unidos. En diciembre de 2007, lanzó su primer sencillo titulado ""Hands Around The World" o "Manos de todo el mundo", también lanzó su primer álbum en 2008 bajo el sello de Registros Estrella llamado Charlie Green, además tomó parte en una película de 15 minutos llamada en "Espera en Rima", para recaudar dinero para una labor de caridad, que se publicó en diciembre de 2008.

## Vida personal
Asistió a la Escuela Intermedia de Westacre en Droitwich, Worcestershire en Gran Bretaña y por el momento estudia en el colegio de Obispo Perowne COFE en el mismo país. Charlie Charlie con su padre, Roger Green y su madre, reside actualmente en Droitwich.